# فیبر با پاشش جابجاشده
فیبر با پاشش جابجاشده (به انگلیسی: Dispersion-shifted fiber) (دی‌اِس‌اِف) (اختصاری DSF) نوعی فیبر نوری است که برای بهینه‌سازی پاشش کم و تضعیف کم ساخته شده است.

## توضیحات
فیبر نوری با پاشش جابجا شده نوعی فیبر نوری تک‌مُد با نمایهٔ شاخصِ هسته-پوشش (core-clad index profile) طراحی‌شده برای جابجایی طول‌موج پاشش صفر از ۱۳۰۰ نانومتر طبیعی در فیبرهای سیلیکا-شیشه به پنجره حداقل تلفات در ۱۵۵۰ نانومتر است. سرعت گروه یا پاشش میان‌مُدی که در فیبرهای تک‌مُد غالب است، شامل پاشش ماده و موجبر می‌شود. پاشش موجبر را می‌توان با تغییردادن نمایه شاخص را منفی‌تر ساخت و بنابراین برای جبران پاشش ثابت ماده، جابجاسازی یا مسطح‌سازی پاشش میان‌مُدی سراسری استفاده کرد. این مزیت است زیرا به یک سیستم ارتباطی اجازه می‌دهد تا هم پاشش کم و هم تضعیف کم داشته باشد. با این حال، هنگامی که در سامانه‌های مالتی‌پلکسینگ تقسیم طول‌موج استفاده می‌شود، فیبرهای با پاشش جابجاشده می‌توانند از مخلوط‌سازی چهارموج رنج ببرند که باعث میان‌مدولاسیون سیگنال‌های مستقل می‌شود. درنتیجه، اغلب از فیبر با پاشش جابجاشده ناصفر استفاده می‌شود.
فیبر با پاشش جابجاشده در ITU-T G.653 مشخص شده است. 